# Seena Owen
Seena Owen (14 de  noviembre de 1894-15 de agosto de 1966) fue una actriz cinematográfica de nacionalidad estadounidense, activa en la época del cine mudo.

## Biografía

### Inicios

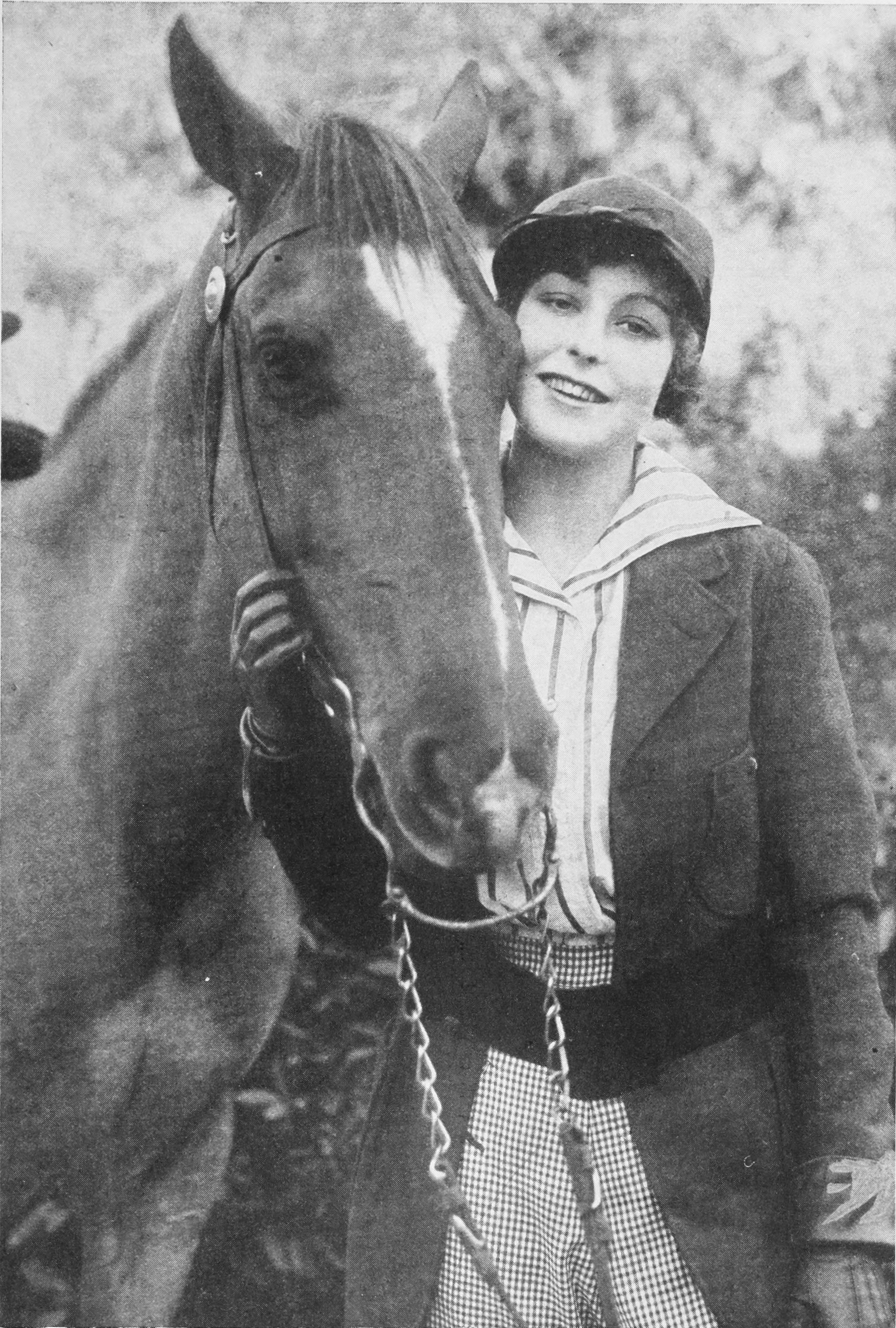
Owen, ca. 1917, Photoplay Magazine

Su verdadero nombre era Signe Auen, y nació en Spokane, Washington, siendo la menor de los tres hijos de Jens Christensen Auen y Karen Sorensen. Sus padres habían llegado a los Estados Unidos en la década de 1880 procedentes de Dinamarca, asentándose en Minnesota, donde se casaron en 1888. Al poco tiempo se mudaron a Portland, Oregón, y después a Spokane, donde él fue propietario de la Columbia Pharmacy.
Siendo joven, Owen ingresó en la Brunot Hall, una escuela femenina episcopaliana de Spokane, fundada por Lemuel H. Wells, cursando también estudios en Copenhague. Su vida acomodada cambió al final de su adolescencia cuando el negocio familiar se hundió, por lo que hubo de buscar empleo. Era estudiante de la Pauline Dunstan Belden School of Elocution, en Spokane, cuando se interesó por la actuación, formando parte después de una producción de teatro de repertorio en San Francisco (California) con la que ganaba cinco dólares semanales. Poco después fue a Hollywood para trabajar como extra cinematográfica, teniendo la buena fortuna de encontrarse al actor y director Marshall Neilan, a quien había conocido en Spokane. Gracias a Neilan ella fue contratada por la Kalem Company, un estudio que le pagaba 15 dólares a la semana.

### Carrera

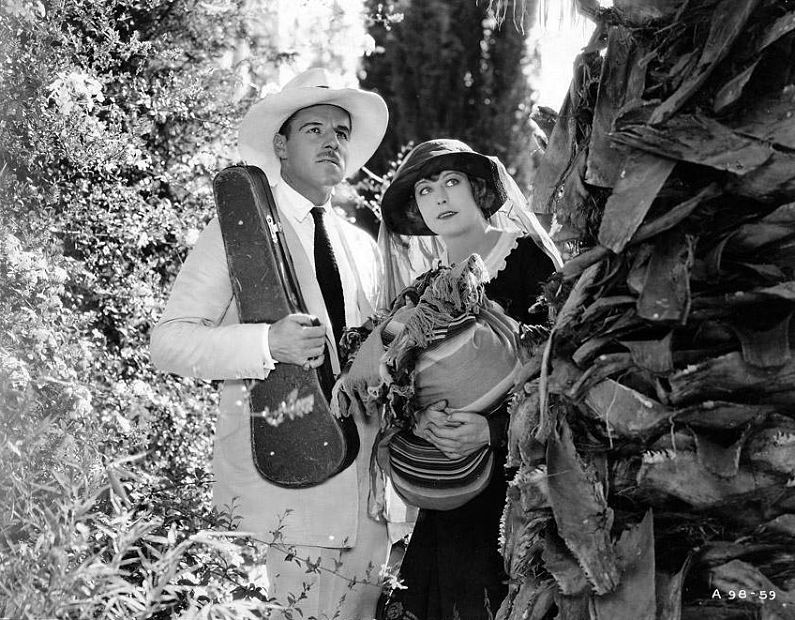
Jack Holt y Seena Owen en Victory

Su primera película importante fue A Yankee From the West (1915), que rodó a los 21 años de edad. En 1916 actuó en el film de D. W. Griffith Intolerancia, y ese mismo año se casó con George Walsh, al que había conocido durante el rodaje de dicha cinta. La pareja se divorció en 1924. Actriz con una actividad regular durante el resto de la época muda, Owen actuó en filmes como el dirigido por Maurice Tourneur Victory (1919) o el de 1920 "The Gift Supreme", junto a Lon Chaney, actor con el que había trabajado en Victory. Además, actuó junto a Gloria Swanson y Walter Byron en Queen Kelly (1928).
Con la llegada del cine sonoro, la débil voz de Owen fue un problema, y ella hubo de dejar la pantalla en 1933. Tras su retiro, trabajó en diferentes películas en los años 1930 y 1940 como guionista, participando como tal en dos filmes de Dorothy Lamour, Aloma of the South Seas (1941) y Rainbow Island (1944), escribiendo la primera en colaboración con su hermana, Lillie Hayward, una exitosa guionista de Hollywood.

### Muerte

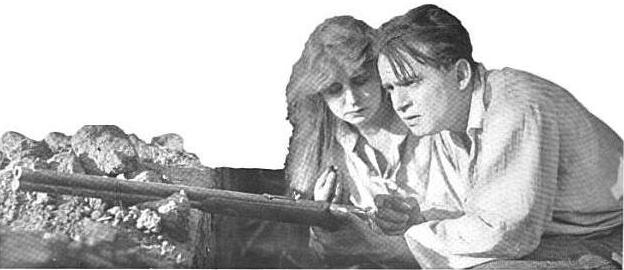
Seena Owen con Douglas Fairbanks en The Lamb (1915)

Seena Owen falleció en 1966 en el Hospital Hollywood Presbyterian, en Hollywood, California, a los 71 años de edad. Fue enterrada en el Cementerio Hollywood Forever. Le sobrevivió su hija, Patricia Noonan.

## Filmografía seleccionada

### Actriz
- 1914 : Environment, de Christy Cabanne
- 1914 : The Old Fisherman's Story, de John B. O'Brien
- 1915 : An Old-Fashioned Girl, de Donald Crisp
- 1915 : An Image of the Past, de Tod Browning
- 1915 : The Forged Testament, de George Nichols
- 1915 : The Fox Woman, de Lloyd Ingraham
- 1915 : The Mystic Jewel, de Jack Conway
- 1915 : A Yankee from the West, de George Siegmann
- 1915 : The Lamb, de Christy Cabanne
- 1915 : Bred in the Bone, de Paul Powell
- 1916 : Martha's Vindication, de Chester M. Franklin y Sidney Franklin
- 1916 : Intolerancia, de D. W. Griffith
- 1917 : A Woman's Awakening, de Chester Withey
- 1917 : Madame Bo-Peep, de Chester Withey
- 1918 : Branding Broadway, de William S. Hart
- 1919 : The City of Comrades, de Harry Beaumont
- 1919 : The Life Line, de Maurice Tourneur
- 1919 : Riders of Vengeance, de John Ford
- 1919 : Breed of Men, de Lambert Hillyer
- 1919 : A Fugitive from Matrimony, de Henry King
- 1919 : The Sheriff's Son, de Victor Schertzinger
- 1919 : Victory, de Maurice Tourneur
- 1920 : Sooner or Later, de Wesley Ruggles
- 1920 : The Price of Redemption, de Dallas M. Fitzgerald
- 1921 : Lavender and Old Lace, de Lloyd Ingraham
- 1921 : The Woman God Changed, de Robert G. Vignola
- 1922 : Back Pay, de Frank Borzage
- 1922 : Sisters, de Albert Capellani
- 1922 : The Face in the Fog, de Alan Crosland
- 1923 : Unseeing Eyes, de Edward H. Griffith
- 1923 : The Leavenworth Case, de Charles Giblyn
- 1924 : The Great Well, de Henry Kolker
- 1925 : The Hunted Woman, de Jack Conway
- 1925 : Faint Perfume, de Louis J. Gasnier
- 1926 : Shipwrecked de Joseph Henabery
- 1926 : The Flame of the Yukon, de George Melford
- 1928 : The Blue Danube, de Paul Sloane
- 1928 : His Last Haul, de Marshall Neilan
- 1928 : The Rush Hour, de E. Mason Hopper
- 1929 : Queen Kelly, de Erich von Stroheim
- 1929 : The Marriage Playground, de Lothar Mendes
- 1932 : Officer Thirteen, de George Melford

### Guionista
- 1935 : Rumba, de Marion Gering
- 1937 : Clarence, de George Archainbaud
- 1937 : Thrill of a Lifetime, de George Archainbaud
- 1937 : This Way Please, de Robert Florey
- 1941 : Aloma of the South Seas, de Alfred Santell
- 1942 : The Great Man's Lady, de William A. Wellman
- 1944 : Rainbow Island, de Ralph Murphy
- 1947 : Carnegie Hall, de Edgar G. Ulmer